# 朗之万方程
在统计物理中， 朗之万公式（保罗·朗之万，1908年) 是一个描述自由度的子集的时间演化的随机微分方程。 这些自由度，通常是那些在与系统的其他（微观的）变量相比，变化较缓慢的集体（宏观的）变量。 快速变化（微观）的变量导致了朗之万公式的随机性。

## 布朗运动为原型
原朗之万公式 描述了布朗运动，因受到流体分子的碰撞，粒子在流体中做无规则运动，
{\displaystyle m{\frac {d^{2}\mathbf {x} }{dt^{2}}}=-\lambda {\frac {d\mathbf {x} }{dt}}+{\boldsymbol {\eta }}\left(t\right).}
这里，自由度是粒子的位置 {\displaystyle \mathbf {x} } ，{\displaystyle m} 表示粒子的质量。作用在粒子上的力表达成正比于粒子速度（斯托克斯定律）的粘滞力，和一个表示流体分子碰撞影响的噪声项{\displaystyle {\boldsymbol {\eta }}\left(t\right)} （随机微分方程中表示随机过程的术语在物理背景中的命名）的和。这个力（涨落力）{\displaystyle {\boldsymbol {\eta }}\left(t\right)} 具有高斯分布，其相关函数
{\displaystyle \left\langle \eta _{i}\left(t\right)\eta _{j}\left(t^{\prime }\right)\right\rangle =2\lambda k_{B}T\delta _{i,j}\delta \left(t-t^{\prime }\right),}
其中 {\displaystyle k_{B}} 是玻尔兹曼常数,  {\displaystyle T}是温度， {\displaystyle \eta _{i}\left(t\right)} 是矢量 {\displaystyle {\boldsymbol {\eta }}\left(t\right)}的第 i 分量， δ-函数形式的时间相关性，表示假设该力在时刻 t， 与其他任何时刻完全不相关。这是一个近似，实际上随机力有一个与分子碰撞时长相对应的非零的相关时间。但是，朗之万方程是用来描述“宏观”微粒在很长时间尺度下的运动，并且在这种极限情况下 {\displaystyle \delta }-相关 和朗之万方程是精确的。
朗之万方程的另一个典型特征是在随机力的相关函数中导致了阻尼系数{\displaystyle \lambda } 出现，这一现象也被称为爱因斯坦关系。

## 数学方面
一个严格的 {\displaystyle \delta }-关系的涨落力 {\displaystyle {\boldsymbol {\eta }}\left(t\right)} 不是通常数学意义上的可微函数，即使它的一阶导数  {\displaystyle d\mathbf {x} /dt} 在这种极限下也没有定义。 要求朗之万方程在这种情况下的解释，可参见条目伊藤积分。

## 一般朗之万方程
经典力学有一个对一般朗之万方程的形式推导 。这个一般方程在临界动力学 和非平衡统计力学的其他领域扮演了核心角色。上述描述布朗运动的方程是一般朗之万方程的特殊情况。
一个推导一般朗之万方程的必要条件是对自由度不同快慢类型的标准划分（熵理论认为影响系统的变量可以分为快变量和慢变量）。例如，在液体中可以在几次碰撞时间内达到局部热力学平衡，但对于守恒量的密度，比如质量和能量，却需要长得多的时间去达到平衡。因此守恒量的密度，尤其是它们的长波分量，是慢变量的候选者。技术上来说这种划分是以Zwanzig投影算子 来实现的，它是推导中的必要工具。 推导不完全严格，因为它依赖于(貌似可信的)假设，类似于其他基本的统计力学中的假设。
令 {\displaystyle A=\{A_{i}\}} 表示慢变量。 则一般朗之万式表示为
{\displaystyle {\frac {dA_{i}}{dt}}=k_{B}T\sum \limits _{j}{\left[{A_{i},A_{j}}\right]{\frac {{d}{\mathcal {H}}}{dA_{j}}}}-\sum \limits _{j}{\lambda _{i,j}\left(A\right){\frac {d{\mathcal {H}}}{dA_{j}}}+}\sum \limits _{j}{\frac {d{\lambda _{i,j}\left(A\right)}}{dA_{j}}}+\eta _{i}\left(t\right).}
涨落力 {\displaystyle \eta _{i}\left(t\right)} 服从高斯分布，其相关函数为
{\displaystyle \left\langle {\eta _{i}\left(t\right)\eta _{j}\left(t^{\prime }\right)}\right\rangle =2\lambda _{i,j}\left(A\right)\delta \left(t-t^{\prime }\right).}
这暗示了阻尼系数 {\displaystyle \lambda } 具有昂萨格倒易关系 {\displaystyle \lambda _{i,j}=\lambda _{j,i}} 。 {\displaystyle d\lambda _{i,j}/dA_{j}}  对 {\displaystyle A} 的依赖性在大多数情况下可以忽略不计。符号 {\displaystyle {\mathcal {H}}=-ln\left(p_{0}\right)}表示了系统的哈密顿量，其中{\displaystyle p_{0}\left(A\right)} 是变量 {\displaystyle A} 的平衡概率分布。最后，{\displaystyle [A_{i},A_{j}]}是慢变量 {\displaystyle A_{i}} 和 {\displaystyle A_{j}} 的泊松括号在慢变量空间投影。
在布朗运动的例子中，一个系统的状态可以有 {\displaystyle {\mathcal {H}}=\mathbf {p} ^{2}/\left(2mk_{B}T\right)}，{\displaystyle A=\{\mathbf {p} \}} 或 {\displaystyle A=\{\mathbf {x} ,\mathbf {p} \}} ， {\displaystyle [x_{i},p_{j}]=\delta _{i,j}} 。 对 {\displaystyle \mathbf {x} } 的运动方程 {\displaystyle d\mathbf {x} /dt=\mathbf {p} /m} 是精确的， 其中没有涨落力 {\displaystyle \eta _{x}} 和阻尼力 {\displaystyle \lambda _{x,p}}.

## 例子

一个谐振子相图展示了由郎之万方程决定的相空间传播

### 流体中的谐振子
一个不理想的谐振子会受到某些阻尼影响，由于涨落耗散定理，系统中一定会有一些波动。右图展示的是动量 {\displaystyle p=mv} 以及谐振子的位置 {\displaystyle r} 随时间演化的相图。 确定性的运动会沿着这条椭圆轨迹演化，并且不能与其他任何一条轨道交叉而不改变其能量。某些形式的阻尼的存在，例如分子流体环境（由扩散项和阻尼项为代表），会不断地从系统中得到或失去动能，导致一个谐振子的初始系综（图中虚线圈）会逐渐发散开，并最终成为正则系综（热平衡）。

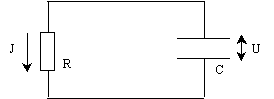
包含一个电阻和一个电容的电路

### 电阻中的热噪声
上述的典型布朗颗粒，与约翰逊－奈奎斯特噪声，即由每个电阻中的热力学涨落引起的电压，有一个相似的类比。右图展示了包含一个电阻R和电容C的电路。这个电路的慢变量是电阻两端的的电压。其哈密顿量表示为{\displaystyle {\mathcal {H}}=E/k_{B}T=CU^{2}/(2k_{B}T)}，朗之万方程则表示为
{\displaystyle {\frac {dU}{dt}}=-{\frac {U}{RC}}+\eta \left(t\right),\;\;\left\langle \eta \left(t\right)\eta \left(t^{\prime }\right)\right\rangle ={\frac {2k_{B}T}{RC^{2}}}\delta \left(t-t^{\prime }\right).}
这个方程可以用来确定相关函数
{\displaystyle \left\langle U\left(t\right)U\left(t^{\prime }\right)\right\rangle =\left(k_{B}T/C\right)\exp \left(-\left\vert t-t^{\prime }\right\vert /RC\right)\approx 2Rk_{B}T\delta \left(t-t^{\prime }\right),}
当电容C小可以忽略不计时成为白噪声（约翰逊噪声）。

### 临界动力学
二级相变的序参量的动力学在接近临界点时变慢，并且可以用朗之万方程描述。最简单的例子是具有非保守标量阶参量的普适类 “model A”，在轴向铁磁体中的实现
{\displaystyle {\begin{aligned}{\frac {\partial \varphi \left(\mathbf {x} ,t\right)}{\partial t}}&=-\lambda {\frac {\delta {\mathcal {H}}}{\delta \varphi }}+\eta \left(\mathbf {x} ,t\right),\\{\mathcal {H}}&=\int d^{d}x\left\{{\frac {1}{2}}\varphi \left[r_{0}-\nabla ^{2}\right]\varphi +u\varphi ^{4}\right\},\\\left\langle \eta \left(\mathbf {x} ,t\right)\eta \left(\mathbf {x} ',t'\right)\right\rangle &=2\lambda \delta \left(\mathbf {x} -\mathbf {x} '\right)\delta \left(t-t'\right).\end{aligned}}}
其他的普适类（命名方法是像 “model A",..., "model J"）包含一个扩散的序参量，有几个分量的序参量，其他临界变量和（或）来自泊松括号的贡献 。

### 重现玻尔兹曼分布
朗之万方程必须能重现玻尔兹曼分布。一维过阻尼布朗运动是一个有启发性的例子。在颗粒的惯性相对于阻尼力来说可以忽略不计时，就实现了过阻尼条件。在势能 {\displaystyle V(x)}下粒子的轨迹 {\displaystyle x(t)} 用朗之万方程描述
{\displaystyle \lambda {\frac {dx}{dt}}=-{\frac {\partial V(x)}{\partial x}}+\eta (t),}
噪音项的特征由 {\displaystyle \left\langle \eta (t)\eta (t')\right\rangle =2k_{B}T\lambda \delta (t-t')} 决定，其中 {\displaystyle \lambda } 是阻尼系数。我们想要计算经过一段时间粒子位置的分布 {\displaystyle p(x)}。确定这个分布一个直接的方法是引进一个测试函数{\displaystyle f}，然后看这个函数在所有实现中的平均（统计均值）
{\displaystyle \lambda {\frac {d\left\langle f(x(t))\right\rangle }{dt}}=\left\langle f'(x(t))\lambda {\frac {dx}{dt}}\right\rangle =\left\langle -f'(x(t)){\frac {\partial V}{\partial x}}+f'(x(t))\eta (t)\right\rangle .}
如果 {\displaystyle x(t)} 保持有限值那么这个量是没有意义的。此外，使用斯特拉托诺维奇诠释，我们就可以摆脱第二项中的{\displaystyle \eta }从而我们最终得到
{\displaystyle \left\langle -f'(x){\frac {\partial V}{\partial x}}+k_{B}Tf''(x)\right\rangle =0,}
这里我们利用了概率密度函数 {\displaystyle p(x)}。通过显式计算平均值
{\displaystyle \int \left(-f'(x){\frac {\partial V}{\partial x}}p(x)+{k_{B}T}f''(x)p(x)\right)dx=\int \left(-f'(x){\frac {\partial V}{\partial x}}p(x)-{k_{B}T}f'(x)p'(x)\right)dx=0,}
第二项为分部积分（因此有负号）。因为需要对任意的函数 {\displaystyle f} 都成立，所以我们必须有
{\displaystyle {\frac {\partial V}{\partial x}}p(x)+{k_{B}T}p'(x)=0,}
因此恢复为玻尔兹曼函数
{\displaystyle p(x)\propto \exp \left({-{\frac {V(x)}{k_{B}T}}}\right).}

## 等价的技巧
在涨落力的具体实现中，朗之万方程并不关心其本身的解，它关心的是在对涨落力取平均后慢变量的相关函数。这样的相关函数也可以用其他（等价的）技巧确定。

### 福克-普朗克方程
福克-普朗克方程是关于随机变量{\displaystyle A}的含时概率密度{\displaystyle P\left(A,t\right)}的一个确定性方程。对应上面一般朗之万方程的福克-普朗克方程可以由标准技巧推导得到
{\displaystyle {\frac {\partial P\left(A,t\right)}{\partial t}}=\sum _{i,j}{\frac {\partial }{\partial A_{i}}}\left(-k_{B}T\left[A_{i},A_{j}\right]{\frac {\partial {\mathcal {H}}}{\partial A_{j}}}+\lambda _{i,j}{\frac {\partial {\mathcal {H}}}{\partial A_{j}}}+\lambda _{i,j}{\frac {\partial }{\partial A_{j}}}\right)P\left(A,t\right).}
平衡分布 {\displaystyle P(A)=p_{0}(A)=const\times \exp(-{\mathcal {H}})} 是一个平稳解。

### 路径积分
一个等价于朗之万方程的路径积分表述可以从相应的福克-普朗克方程得到，或通过将涨落力 {\displaystyle \eta } 的高斯分布 {\displaystyle P^{(\eta )}(\eta )d\eta } 转变成慢变量的概率分布，示意为 {\displaystyle P(A)dA=P^{(\eta )}(\eta (A))\det(d\eta /dA)dA}。如果以自然的（因果的）方式离散化朗之万方程，式中的函数行列式和相关的数学细节不证自明，{\displaystyle A(t+\Delta t)-A(t)}取决于 {\displaystyle A(t)} 而不是 {\displaystyle A(t+\Delta t)}。引入辅助反应变量 {\displaystyle {\tilde {A}}} 是方便的。等价于一般朗之万方程的路径积分表述为
{\displaystyle \int P(A,{\tilde {A}})\,dA\,d{\tilde {A}}=N\int \exp \left(L(A,{\tilde {A}})\right)dA\,d{\tilde {A}},}
{\displaystyle N} 是归一化因子。路径积分表述没有引进任何新的东西，但它能够使用量子场论的工具，比如微扰论（摄动论）和重整化群方法（如果它们有意义的话）。

## 阅读
- David Tong. Kinetic Theory Ch. 3.
- Applied Stochastic processes.  M. Scott.